# 글로벌 라이브 프로젝트
글로벌 라이브 프로젝트(Global Lives Project)는 영화 제작자와 사진 작가, 프로그래머와 엔지니어, 건축가 및 디자이너, 그리고 학생 및 학자들로 구성된 비영리 단체이다. 글로벌 라이브 프로젝트의 목표는 관람자로 하여금 개인이 속한 사회에서 벗어나 다양한 나라와, 다양한 사람들 그리고 그 들이 영유하고 있는 다양한 문화에 대해 재인식 할 수 있도록 도와주는 비디오 라이브러리를 구성하는 것이다.

## 프로그램 분야
글로벌 라이브 프로젝트의 프로그램은 전시분야, 기록분야, 교육분야 그리고 상영 및 토론분야등 네 개의 프로그램으로 나뉘어 있다.
- 전시회 : 글로벌 라이브 프로젝트는 전 세계에 걸쳐 선발된 특정 인물들의 24시간을 보여주는 영상을 보유 및 전시하고 있다.[3] 전시회의 목적은 관람객들로 하여금 사색과 명상을 할 수 있는 공간을 제공하는 것이다.[4]
- 기록 : 글로벌 라이브 프로젝트는 현재 보유한 영상들을 비디오 라이브러리를 통해 영구보존함과 동시에, 영상 관련 봉사자들과 의사소통의 장으로 비디오 라이브러리를 활용한다. 누구나 Globallives.org를 통해 다양한 언어로 비디오를 시청할 수 있으며, 또한 교육 자료로 영상을 활용할 수 있다. 그 밖에, 새로운 프로젝트에 대한 아이디어 제안 및 기금을 마련할 수 있으며, 공동 작업팀을 구축할 수 있다.
- 교육 : 글로벌 라이브 프로젝트는 미디어 기반의 교육자료를 제공하고 있으며, 이를 통해 학생들은 새로운 문화를 직접 느끼고 배울 뿐 아니라, 문화에 관한 새로운 영감을 얻게 된다. 영상자료는 사회, 언어 예술, 지리, 통계, 외국어, 예술 및 지역 사회 봉사 수업에 적극 활용될 수 있다.
- 상영 및 토론 : 글로벌 라이브 프로젝트는 전 세계에 소재한 대학교, 문화 센터 및 각종 이벤트에서 상영회를 열고 있다. 이와 같은 상영회는 스미소니언 자연사 국립 박물관 (National Museum)과 하버드 대학교 (Harvard University)에서 개최된다.

## 역사
글로벌 라이브 프로젝트는 영화 제작자들과 협력하여 열 개의 다큐멘터리를 제작하는 데서 시작했다. 각 다큐멘터리는 24시간에 걸쳐 주인공들의 완전한 하루를 여과 없이 보여준다. 글로벌 라이브 프로젝트는 주인공들의 종교, 성별, 소득, 지역, 연령을 고려하여 선발 하였으며, 이는, 실제 세계 인구 특성에 비례하여 대표하고 있다.
첫 번째 다큐멘터리 시사회는 2010년 2월,샌프란시스코의 한 박물관에서 열렸다. 곧이어 Yerba Buena Center for the Arts에서 4개월간 전시회 열었으며
그 전시회는 20,000 명 이상의 방문객을 끌었다. 그 밖에 수 많은 전시회, 및 상영회는 도쿄의 유엔 대학 을 포함하여 세계 여러 지역에서 개최되었다.
글로벌 라이벌 프로젝트는 데이비드 에반 해리스에 의해 설립되었으며, Black Rock Arts Foundation, Long Now Foundation이 지원하였다. 그 밖에 Adobe Foundation, Burwen Education Foundation, 그리고 샌프란시스코에 소재한 스위스 영사관에 의해 지원되었으며, National Endowment for the Arts,를 포함한 수 백명에 달하는 기부자들이 지원하였다.

## 외부 사이트
- 글로벌 라이브 프로젝트 공식 사이트
- Creative Commons 보관됨 2009-01-30 - 웨이백 머신
- Black Rock Arts Foundation
- Long Now Foundation
- An excerpt of Global Lives footage
- BoingBoing
- Yerba Buena Center of the Arts
- FORUM Design
- Global Lives 트위터